# Movie surfer
Movie Surfers – amerykański show nadawany przez telewizję Disney Channel.
Aktualni Surferzy:
- Hector (od 2008)
- Tessa (od 2006)
- Blaine Miller (od 2008)
- Bridger Zadina (od 2008)
- Morgan Terrelle (od 2008)
- Karen (od 2009)
- Dabier Snell (od 2009)
- Brooke Mackenzie (od 2009)
- Michelle DeFraites (od 2009)
- Kelsey Chow (od 2009)
- Gilland Jones (od 2009)
- Kenton

Byli surferzy:
- Matthew Burgmeier (1998–2000)
- Matt Kubacki (1998–2001)
- Andrew (1998–2000)
- Kendal (1998–2000)
- Tina (1998–2000)
- Bernie Guzman (1998–2001)
- Jeryn (2006–2009)
- Lauren (1999–2001)
- Cleavon (2001–2002)
- Lindsey (2001–2004)
- Mischa (2001–2004)
- Marcus (2001–2004)
- Alexis (2002)
- Rose (2004–2006)
- Drake (2006)
- Stevanna (2006–2009)
- Michael (2006–2009)
- Josh
- Leila
- Paris